# Edwinstowe

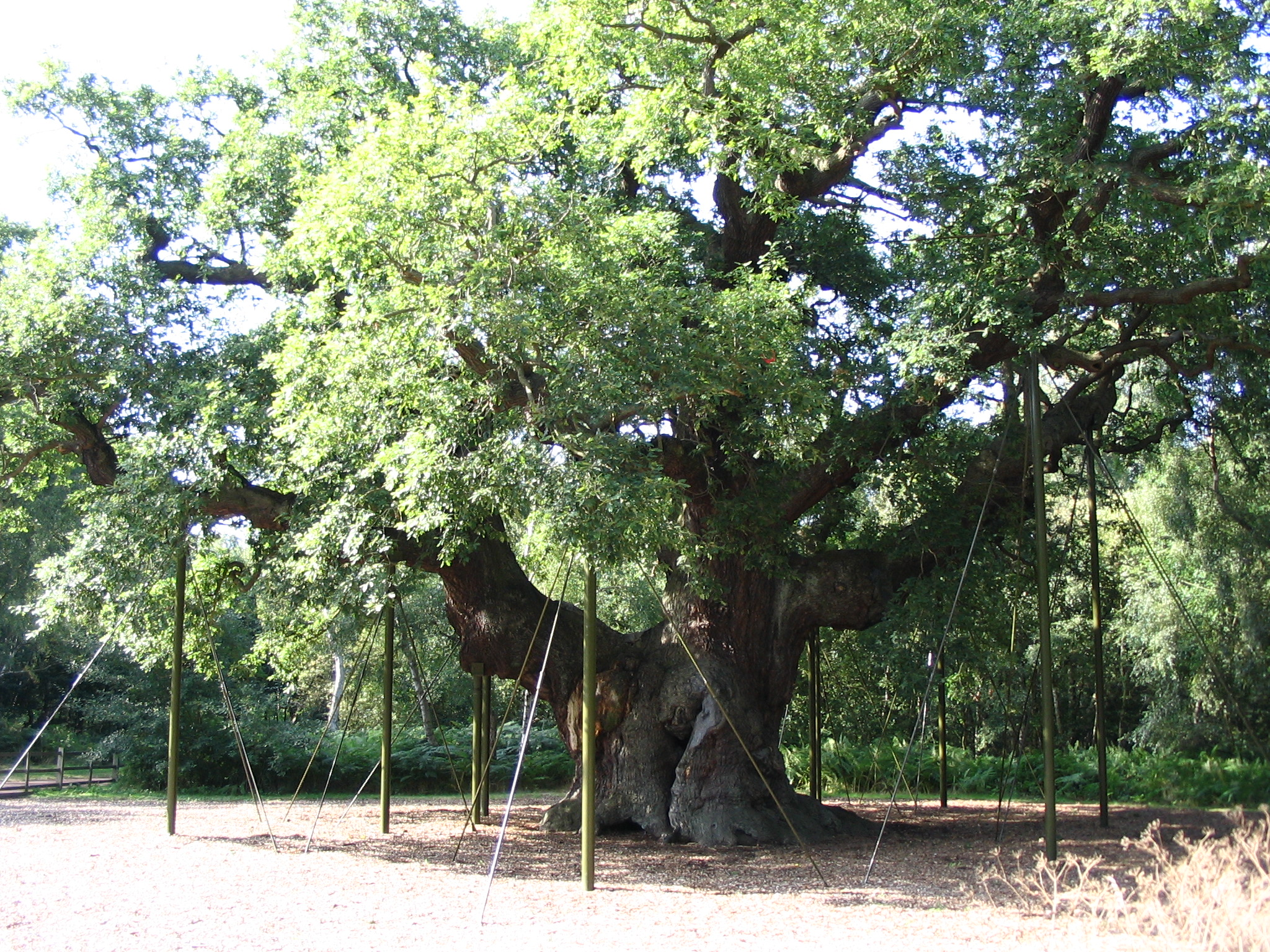
Major Oak - główna atrakcja miejscowości

Edwinstowe – wieś w Wielkiej Brytanii, w Anglii, w hrabstwie Nottinghamshire. Położona jest w centrum lasu Sherwood Forest, w odległości kilkuset metrów od turystycznego centrum lasu. Miejscowość zamieszkuje 5100 mieszkańców. Według legendy, w tamtejszym kościele St Mary, Robin Hood poślubić miał swą żonę Marian (określaną również jako Marion).